# Du Fu
Du Fu (chinesisch 杜甫, Pinyin Dù Fǔ, W.-G. Tu Fu, Jyutping Dou6 Fu2; * 712 im Kreis Gong östlich von Luoyang, Provinz Henan; † 770 in der Gegend von Tangzhou (heute Changsha), Provinz Hunan) war einer der wichtigsten Dichter der chinesischen Tang-Dynastie und Zeitgenosse des Dichters Li Bai. Seine Beinamen waren unter anderem Dù Shàolíng (杜少陵) und Dù Gōngbù (杜工部 – „Du vom Ministerium für öffentliche Arbeiten“). Traditionell wurde er auch als Shisheng (詩聖 – „Heiliger der Dichtkunst, sinngemäß: Meister der Dichtkunst“) bezeichnet, eine Entsprechung zum „Heiligen“ der Philosophie, Konfuzius.

## Leben
Du Fus erste vier Lebensjahrzehnte fallen in die Herrschaftszeit von Kaiser Xuanzong, unter dem das Tang-Imperium eine kulturelle Blüte erlebte. Sein Vater war Bezirksbeamter in der Provinz Henan. Da seine Mutter früh starb, wuchs er bei einer Tante auf. Die Lehr- und Wanderjahre verbrachte Du Fu am Unterlauf des Jangtsekiang. 736 kehrte er in die Hauptstadt Chang’an – mit einer Million Einwohnern damals vermutlich die größte Stadt der Welt – zurück, um an der Beamtenprüfung teilzunehmen. Er scheiterte bei den ersten Versuchen: nicht aus Mangel an Talent, sondern wegen mangelnden familiären Einflusses.
744 traf er zum ersten Mal Li Bai/Li Po und es entstand eine Freundschaft, die jedoch sehr einseitig war. Du Fu war einige Jahre jünger als Li Bai und noch ein Anfänger, während dieser bereits ein berühmter Dichter war. Man kennt zwölf Gedichte von Du Fu an oder über Li Bai, doch nur zwei in die umgekehrte Richtung.

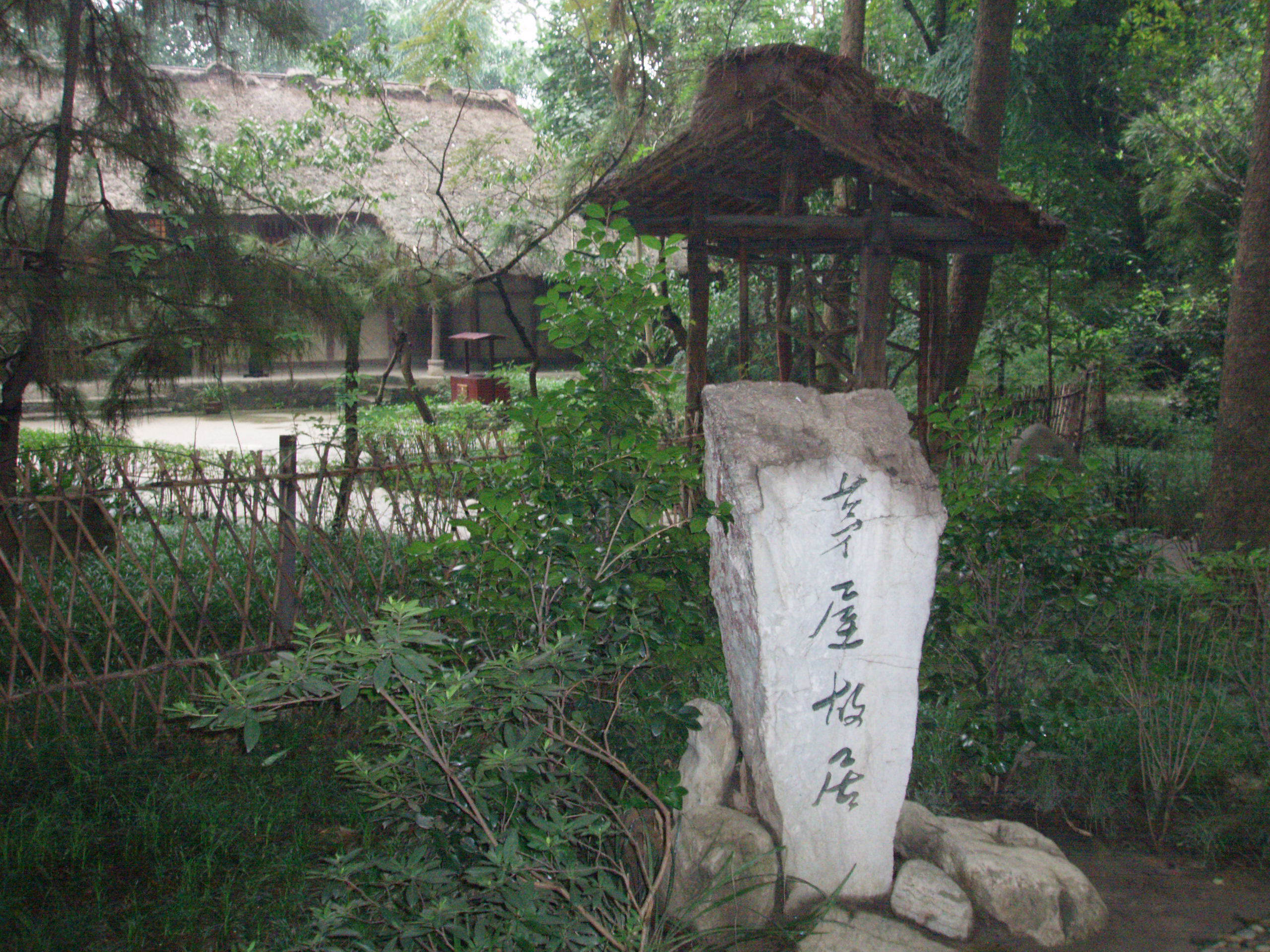
Die „Grashütte“ von Du Fu in Chengdu

752 bestand Du Fu eine außerordentliche Prüfung, bis ihm jedoch 755 eine Beamtenstelle zugeteilt wurde, vergingen drei Jahre, was üblich war. Schließlich erhielt er eine Stelle als Adjutant in der Palastgarde des Kronprinzen. In der Zwischenzeit war sein jüngster Sohn an Hunger gestorben.

Das zentrale Ereignis in Du Fus Leben war die An-Lushan-Rebellion von 755, zeitweise wurde er von den Rebellen sogar gefangen genommen, den Rest seines Lebens verbrachte er in fast ständiger Rastlosigkeit. 760 kam er nach Chengdu (Provinz Sichuan), wo er sich seine berühmte „Grashütte“ am Stadtrand baute. Im Herbst dieses Jahres bekam er finanzielle Schwierigkeiten und schickte deshalb Gedichte als Hilfsgesuch an verschiedene Adressen. Schließlich nahm ihn Yan Wu auf, ein Freund und früherer Kollege, der Anfang 762 Statthalter von Chengdu geworden war. Bereits im Juli musste Du Fu vor einer Rebellion aus der Stadt fliehen, doch kehrte er 764 zurück und wurde Berater von Yan Wu, der allerdings im folgenden Jahr starb. Die Gedichte von seinem Lebensende zeigen Du Fu von Malaria gezeichnet wieder rastlos unterwegs. Er starb 770 heimat- und mittellos auf einer Bootsreise.

## Werk

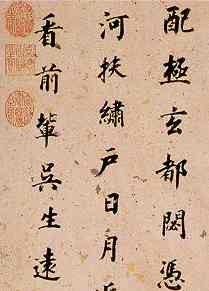
Ausschnitt aus dem Gedicht „Beim Besuch des Tempels des Laotse“ aus einer Handschrift des 16. Jahrhunderts

Du Fu beherrschte den modernen und den alten Stil, er gilt aber vor allem als Meister des „strengen Reims“, des in acht paarweise angeordneten Zeilen mit je fünf oder sieben Zeichen verfassten lüshi, bei dem das dritte und das vierte Paar sowohl grammatikalisch als auch inhaltlich exakte Parallelen zu bilden haben und die Worttöne einem strengen Schema zu folgen hatten. Da seit der Tang-Zeit ein Ton verloren gegangen ist und sich die Töne auch sonst häufig nicht mehr entsprechen, sind die Qualitäten eines Tang-Gedichts für einen modernen Chinesen nur noch mit Mühe zu erkennen.
Der Dichter spielt gerne mit Homophonen: In einem Wort klingen also auch anders geschriebene Worte auf. Durch doppelte Besetzung einzelner Wörter in wenigen Zeichen gelingt es ihm, ein Höchstmaß an Sinn zu konzentrieren. Berühmt dafür ist etwa das Gedicht Herbst, das zu den bedeutendsten und schwierigsten Werken der klassischen chinesischen Lyrik zählt.
Im Gegensatz zu den Gedichten Li Bais stellen seine Gedichte häufig einen politischen Protest dar. Du Fu beschreibt soziale Ungerechtigkeit, Hungersnot und Chaos aus der Sicht einfacher Menschen. Zum geflügelten Wort geworden ist ein Vers aus dem Gesang in fünfhundert Schriftzeichen über meine Gefühle während der Reise von der Hauptstadt in den Kreis Fengxian, der am Vorabend der An-Lushan-Rebellion von 755 die Verschwendungssucht der Reichen mit dem Elend des einfachen Volks kontrastiert.

„Hinter hohen Zinnobertoren stinken Fleisch und Wein
Die Straßen von den Knochen der Erfrorenen gesäumt.“

Der weitaus größte Teil der über 1400 überlieferten Gedichte stammt aus den unruhigen letzten 15 Jahren seines Lebens. Überaus ungewöhnlich für die damalige Zeit war, dass Du Fu dieses Leben – und darin auch den privaten Alltag – zum Thema macht. Charakteristisch ist auch eine gewisse Selbstironie. Du Fu tritt damit seinen Lesern bereits im 8. Jahrhundert als Subjekt entgegen, was im Abendland erst in der italienischen Renaissance, etwa von Petrarca, erreicht worden ist. Dazu kommt, dass in China Gedichte häufig als Dank, Widmung, zum Abschied oder für Feste geschrieben wurden, und so ist es möglich, Du Fus Leben weitgehend aus seinen Gedichten zu rekonstruieren.
Allerdings ist die Autorschaft von zahlreichen der ihm zugeschriebenen Gedichte hypothetisch. Die kurz nach seinem Tod zusammengestellte Auswahl seiner Werke, die 290 Gedichte umfasst haben soll, ist verloren gegangen. Die früheste erhaltene Anthologie, die auch Gedichte von Du Fu enthält, stammt aus der Zeit um 900. Als Standardedition gilt heute die Ausgabe von Qiu Zhaoao (1638–1713), die 23 Rollen umfasst.

## Wirkung
Zu Lebzeiten und unmittelbar nach seinem Tod wurde Du Fu nicht anerkannt, was wahrscheinlich an seinem innovativen Stil lag. Sein Einfluss wuchs jedoch mit der Zeit. Er gründete sich zum Teil auf seine Fähigkeit, scheinbare Gegensätze zu vereinbaren: Politisch Konservative wurden durch seine Treue zur bestehenden Ordnung angezogen, während die Radikalen seinen Einsatz für die Armen schätzten. Literarisch Konservative bewunderten seine meisterliche Technik, literarisch Radikale wurden durch seine Innovationen inspiriert.
Innerhalb Chinas gilt Du Fu inzwischen als Höhepunkt der klassischen, chinesischen Dichtung, außerhalb von China beeinflusste er die japanische Dichtkunst, insbesondere die von Matsuo Bashō. Im Westen wurden dagegen eher sein Zeitgenosse Li Bai sowie der eine Generation jüngere Bai Juyi geschätzt. Während es in englischer Sprache eine reichhaltige Literatur von und über Du Fu gibt, war er in Deutschland lange Zeit nur in Anthologien präsent.
Der österreichische Diplomat und Sinologe Erwin von Zach übersetzte das dichterische Werk Du Fus erstmals vollständig ins Deutsche. Seine ursprünglich in schwer zugänglichen Zeitschriften verstreuten Übersetzungen waren philologisch exakt, aber formal anspruchslos, und hatten den ausdrücklichen Zweck, anderen Sinologen und Nachdichtern als Rohmaterial zu dienen. Dies nutzte 1956 der Schriftsteller Werner Helwig, der selbst kein Chinesisch konnte, um 50 Gedichte von Du Fu in prosanahen Fassungen wiederzugeben. Erst 2009 hat der Sinologe Raffael Keller erstmals eine Auswahl von 100 Gedichten direkt aus dem Chinesischen ins Deutsche übertragen.
In Hermann Hesses Erzählung Klingsors letzter Sommer identifizieren sich die Titelfigur und ihr Dichterfreund Hermann mit Li Bai (Li Tai Pe) und Du Fu (Thu Fu).